# Ingolf Rød
Ingolf Richard Rød (ur. 2 października 1889 w Tønsbergu, zm. 19 grudnia 1963 w Nøtterøy) – norweski żeglarz, olimpijczyk, zdobywca złotego medalu w regatach na Letnich Igrzyskach Olimpijskich w 1920 roku w Antwerpii.
Na Letnich Igrzyskach Olimpijskich 1920 zdobył złoto w żeglarskiej klasie 6 metrów (formuła 1919). Załogę jachtu Jo tworzyli również Andreas Brecke i Paal Kaasen.